# Kama (Biwong-Bane)
 (mars 2017).
Si vous disposez d'ouvrages ou d'articles de référence ou si vous connaissez des sites web de qualité traitant du thème abordé ici, merci de compléter l'article en donnant les références utiles à sa vérifiabilité et en les liant à la section « Notes et références ».
Pour l’article homonyme, voir Kama.
Kama est un village du Cameroun situé dans le département de la Mvila et la Région du Sud. Il fait partie de la commune de Biwong-Bane.

## Population
Lors du recensement de 2005, 903 personnes y ont été dénombrées. L'agriculture est la principale activité. Le cacao est la première culture de rente suivi du cucumeropsis mannii. 

## Situation géographique
Le village est situé à 32 kilomètres au Nord d'Ebolowa (chef-lieu de la région du Sud Cameroun), à 155 kilomètres de Yaoundé en passant par Ngoulemakong. 

## Histoire
Le village tire son nom de la rivière Kama qui le traverse. Le village est connu pour son stade de football et son équipe, le tonnerre de Kama. 
Le village est le siège des institutions traditionnelles de la commune de Biwong Bané. Il abrite la chefferie de deuxième degré du groupement des Bene depuis près de cent ans. 

## Tourisme
Le village a un potentiel touristique avec un sanctuaire de primates (singes et chimpanzés) dont le principal refuge se trouve au pied du Mont Akom Ngoa Ekelle qui culmine à 1 600 pieds d'altitude. 